# Besník
Besník (994 m n. m.) je sedlo na pomezí tří geomorfologických celků: Nízkých Tater na severozápadě, Horehronského podolí na jihozápadě a Spišsko-gemerského krasu (kterého je součástí) na jihu a východě na Slovensku. Zároveň odděluje dva podcelky Spišsko-gemerského krasu - Slovenský ráj na severovýchodě a Muráňskou planinu na jihozápadě.
Je to sníženina mezi vrchy Rakytovec (1068 m n. m.), Kozovec (1204 m n. m.) a Gregová (1168 m n. m.). Přímo pod sedlem pramení řeka Hron.
Sedlem prochází významná spojnice Horního Pohroní (Červená Skala) se Spiší (Poprad) - silnice I/66. Železniční trať Červená Skala-Margecany vede tunelem po sedlem. Jedná se o nejvýše položený železniční tunel na Slovensku. Lom nivelety tratě ve středu Besnického tunelu je současně nejvýše položeným místem na tratích normálního rozchodu slovenských železnic.
V sedle se křižují turistické stezky: červeně značená Cesta hrdinů SNP (E8) z Čuntavy na Kráľovu hoľu (1946 m n. m.) a zeleně značená trasa k Dobšinské ledové jeskyni.